# Caddebostan
Caddebostan è una mahalle del distretto di Kadıköy di Istanbul, in Turchia. Esso si trova tra Çiftehavuzlar ed Erenköy, mentre confina a nord con Göztepe e a sud col Mar di Marmara. È uno dei quartieri più famosi di Istanbul e ospita il CKM (Centro Culturale di Caddebostan). Caddebostan è attraversato dal Bağdat Caddesi, il viale principale della Istanbul asiatica. È un quartiere residenziale che ospita anche negozi di marca e, cosa rara in turchia, possiede una pista ciclabile.

## Storia
Durante l'Impero Ottomano, poiché l'area da Bostancı a Göztepe era costituita da campi alberati, essa era il nascondiglio dei giannizzeri disertori e di altri criminali. Per questo motivo la zona fu chiamata Cadı Bostanı, che in turco significa "Il Frutteto delle Streghe". Dopo l'abolizione del Corpo dei giannizzeri nel 1826, si decise di tagliare i frutteti nella zona. Il nome della regione fu quindi cambiato in "Caddebostan".